# دهان و دندان

## حفرهٔ دهان
حفرهٔ دهان اولین قسمت دستگاه گوارشی بوده و در انتهای خلفی خود مسیر مشترکی با دستگاه تنفسی دارد.حفرهٔ دهان از جلو به لبها از طرفین به گونه‌ها و در خلف به ناحیه لوزه‌های کامی محدود است. لوزه‌ها در طرفین حلق و در بین دو چین بافتی که یکی در عقب و دیگری در جلوست قرار دارند که این چین‌ها به نام ستونک‌های لوزه‌ای نامیده می‌شوند. گفتنی است که منطقه حلق دهانی که در انتها و خلف حفره دهان قرار دارد مسیر مشترک دو دستگاه گوارشی و تنفسی است.مسیر گوارشی از دهان شروع شده و سپس از حلق حنجره‌ای به مری ختم می‌گردد. همچنین مسیر تنفسی از حفره بینی شروع شده و بعد از طی مسیر حلق بینی، حلق دهانی، حلق حنجره‌ای، حنجره تراشه و برونش به ریه‌ها ختم می‌شود.حفره دهان را به دو قسمت می‌توان تقسیم کرد:۱-وستیبول یا بخش دهلیزی: فضایی است بین لب‌ها و گونه‌ها با دندان‌ها(در افراد بی دندان فضایی است بین لب‌ها و گونه‌ها).۲-حفره حقیقی دهان: فضایی است که در پشت دندان‌ها قرار گرفته‌است و تا ناحیه لوزه‌های کامی ادامه دارد.
تمامی اشخاصی که با حفره دهان سر و کار دارند از قبیل دندانپزشک، دستیار دندانپزشک، تکنسین آزما یشگاه، بهداشتکار دهان و دندان باید از آناتومی طبیعی حفره دهان آگاهی داشته باشند.

## زبان
زبان عضوی عضلانی و مثلثی شکل است که از سه لایه جنینی اکتودرم، مزودرم وآندودرم درست می‌شود. زبان از دو عضله داخلی و خارجی تشکیل می‌شود.بین
عضلات داخلی وخارجی زبان تفاوت وجود دارد عضلات زبان از بیرون زبان منشأ گرفته و به داخل آن ختم می‌شوند در صورتی که مبدآ و انتهای عضلات داخلی زبان در داخل خود زبان است.
حرکات مختلف زبان: عضلات داخلی زبان باعث کوتاه، پهن و بلند شدن زبان می‌شوند. عضلات کافی زبانی و نیزه‌ای زبانی را به سمت بالا و عقب می‌کشانند. عضله لامی زبانی کناره‌های زبان را به سمت پایین می‌کشاند. عضله زنخی زبانی باعث طویل شدن زبان یا باعث پایین کشیدن نوک زبان می‌گردد.

## جنین‌شناسی فک و دهان و صورت
- - مراحل جنینی:از زمان باروری تخمک تا تشکیل کامل یک ا نسان، در رحم سه مرحله طی می‌شود.۱-مرحله باروری(fertilization) که دو هفته اول می‌باشد.۲-مرحله(embryo)از هفته سوم تا هفته هشتم ادامه دارد. ۳- مرحله (fetus)از هفته نهم تا سی و هشتم ادامه دارد.

در طی زمان باروری (یعنی دو هفته اول) سه لایه جنینی اکتودرم، مزودرم و اندودرم تشکیل می‌گردند. ضمناً غشاهای احاطه‌کننده جنین که وظیفه تغذیه و محافظت جنبن را بر عهده دارند، در طی این مرحله ساخته می‌شوند. از هفته سوم به بعد، نمای اولیه صورت رویان، قابل تشخیص است. در این زمان، رویان پهن و (disk like)بوده و از سه لایه جنینی اکتودرم، مزودرم و اندودرم تشکیل یافته‌است.رویان به تدریج شروع به طویل شدن کرده و لوله‌ای شکل می‌شود و دارای ساختمان‌هایی از قبیل نخاع، مغز و روده اولیه می‌گردد. روده اولیه از سه قسمت تشکیل یافته‌است.قسمت فوقانی ان را foregut می‌گویند که گلو تا معده و دئودنوم، لوله گوارشی را تشکیل می‌دهد.قسمت میانی لوله گوارشی را midgut می‌گویند که روده کوچک، سکوم، کولون صعودی و بیشتر کولون عرضی را تشکیل می‌دهد. در این موقع رویان سه هفته‌ای است و طولش از سر تا دم حدود ۳تا ۴ میلی‌متر است.در نمای جانبی رویان، چند ساختمان مهم مثل بند ناف (متصل‌کننده جنین وجفت) و بر امدگی قلب (قدامی‌ترین بخش رویان) دیده می‌شود. البته ساختمان اولیه قلب به طرف بالای (روده اولیه) کشیده می‌شود هنگام تکامل توراکس، قلب در موقیعت اصلی خودش قرار می‌گیرد.از دیگر ساختمان‌هایی که در نمای جانبی رویان دیده می‌شود، سه کمان یا قوس حلقی است که به صورت بر امدگیهایی دیده می‌شود.نهایتا ۶ کمان حلقی ایجاد خواهد شد به‌طوری‌که پنجمین کمان حلقی دژنره شده و هیچ ساختمانی را تولید نمی‌کند. چهارمین و ششمین کمان هم خیلی کم تکامل پیدا می‌کنند، به‌طوری‌که به اسانی دیده نمی‌شوند.اولین کمان بزرگتر از همه بوده و به سر نزدیکتر است، اما سومین کمان حلقی کوچکتر از همه بوده و دورترین کمان نسبت به سر می‌باشد.برای درک بهتر ساختمان‌های کمان حلقی مقطع طولی رویان را مورد بررسی قرار می‌دهیم.(به‌طوری‌که دو مقطع به دست امده کاملاً مساوی باشند.)

## مینا، عاج و پالپ
بین تشکیل عاج، پالپ و مینا ارتباط تنگاتنگی وجود دارد. مینا از عضو مینایی که خود از اکتودرم مشتق می‌شود، به وجود می‌آید، باید دانست که مزودرم پاپیلای دندانی در تعیین شکل تاج دندان نقش دارد. بین تشکیل عاج و مینا ارتباط نزدیکی وجود دارد، اما کنترل ژنتیکی شکل دندان به عهدهٔ پاپیلای دندانی است.
- - مینا: مینا سخت‌ترین ساختمان بدن و معمولاً به رنگ سفید است اما بعضی مواقع به دلیل انعکاس رنگ عاج زیر مینا، زرد به نظر می‌رسد. در ساختمان مینا98٪ [۱] مواد غیر آلی (معدنی)به کار می‌رود. ساختمان مواد معدنی مینا متشکل از میلیون‌ها کریستال هیدروکسی آپاتیت است. 2٪ بقیه ساختمان مینا از آب و رشته‌های آلی تشکیل یافته‌است.

تشخیص بعضی از نا هنجاری‌ها مینا به وسیله معاینات کلینیکی، بعضی دیگر توسط مشاهدات رادیولوژیکی و تعدادی دیگر فقط به وسیله مطالعات میکروسکپیک امکان‌پذیر است.
- - عاج : عاج ماده سخت متمایل به زرد است. ۷۰٪از عاج را بلورهای هیدروکسی آپاتیت و ۳۰٪ آن را مواد آلی تشکیل می‌دهند. مواد آلی عاج عبارتند از: کلاژن، ماده زمینه‌ای مو کو پلی ساکارید و آب. در برش عرضی عاج سه ناحیه مجزا، از نظر میکروسکوپی قابل تشخیص است.

به خاطر قرارگیری عاج در زیر مینا و سمان بیشتر ناهنجاری‌های مربوط به آن بدون تهیه برش از دندان و مطالعه زیر میکروسکوپ قابل تشخیص نیست.
- - پالپ:پالپ از بافت مزودرمی پاپیلای دندانی مشتق می‌شود. همراه با تکامل پالپ، عروق خونی، عروق لنفاوی، اعصاب، فیبروبلاستها، رشته‌های کلاژن و سایر سلولهای بافت همبندی به آن اضافه می‌شوند. با رشد عاج به سمت داخل، بافت داخلی پالپ تحت فشار قرار می‌گیرد. در ساختمان پالپ عروق خونی، مجاری تنفسی، اعصاب و سلول‌های بافت همبندی پالپ مشهودند. تعدادی از سلول‌های مزانشیمال اطراف پالپ به فیبروبلاست تبدیل شده و شروع به ساخت رشته‌های کلاژن می‌کنند.اعصاب پالپ اساساً حسی بوده و فقط حس درد را منتقل می‌کنند. با افزایش سن پالپ، به دلیل ساخته شدن عاج ثانویه و ترمیمی، پالپ کوچک می‌گردد و از طرفی به دلیل کاهش سلول‌های ذخیرهای پالپ متفاوت دندان در مقابل تروما کاهش می‌یابد. بنابراین دلیل اینکه چرا که یک فرد جوان کمتر مستعد ضایعات پالپی مزمن است، مشخص می‌شود.

سنگ‌های پالپی یکی از شایعترین ناهنجاری‌های پالپ می‌باشند.سنگ‌های پالپی به صورت گرد وکوچک بوده و در پالپ ۸۰٪از افراد مسن دیده می‌شوند.

## جوانه زدن وافتادن دندانها
- - سه مرحله برای جوانه زدن دندان‌ها وجود دارد این سه مرحله عبارتند از:
  - ۱)مرحله قبل از رویش:از شروع آهکی شدن تاج تا شروع تشکیل ریشه ادامه دارد.
  - ۲)مرحله رویش:از شروع تشکیل ریشه تا زمانی که دندان جوانه زده و در تماس با دندان مقابل خود در آید ادامه دارد.
  - ۳)مرحله بعد از رویش:این مرحله از زمانی که دندان در تماس با دندان مقابل خود درآمده شروع می‌شود و تا زمانی که دندان در حفره دهان حضور دارد ادامه می‌یابد.
- تئوری‌های رویش دندان:
  - ۱)رشد ریشه.
  - ۲)رشد بافت پالپی.
  - ۳)رسوب استخوان در حفره آلوئولی.
  - ۴)لیگامان پریودنتال:که مهم‌ترین عامل درجوانه زدن دندان‌ها می‌باشد.
- موقعیت دندان‌های دائمی نسبت به دندان‌های شیری:

دندان‌های دائمی در جهت آپیکال ولینگوال دندان‌های شیری تکامل می‌یابند.پره مولارهای دائمی بین ریشه‌های دندانهای شیری تکامل می‌یابند.

## دلایل نیفتادن دندانهای شیری
- - ۱-آنکیلوز.
  - ۲-عدم وجود دندان‌های دائمی جانشین.
  - ۳-رویش نیافتن دندان دائمی در محل طبیعی خود.